# Елио Петри
Елио Петри (на италиански: Elio Petri) е италиански филмов режисьор. 

## Биография
От 1951 година работи като асистент-режисьор на Джузепе Де Сантис. Дебютира като режисьор с филма „Убийцата“ (1961). Първите му филми са на социални теми. Филмът „Всеки му своето“ (1967) за сицилианската мафия е началото на нов етап в кариерата му. Той започва да прави филми по политически теми: „Следствие по делото на гражданина извън всякакво подозрение“ (1969), „Работната класа отива в рая“ (1971), „Имотът вече не е кражба“ (1973), „С всички средства“ (1976).
До 1957 година е бил член в Комунистическата партия на Италия.

## Филмография

### Режисьор
| година | филм                                                        | оригинално заглавие                                   | бележки |
| ------ | ----------------------------------------------------------- | ----------------------------------------------------- | ------- |
| 1961   | Убийцата                                                    | L’assassino                                           |         |
| 1963   | Учителят от Вигевано                                        | Il maestro di Vigevano                                |         |
| 1963   | Дните бяха преброени                                        | I giorni contati                                      |         |
| 1964   | Висока изневяра                                             | Alta infedeltà                                        |         |
| 1965   | Десетата жертва                                             | La decima vittima                                     |         |
| 1967   | Всеки му своето                                             | A ciascuno il suo                                     |         |
| 1969   | Тихо място в провинцията                                    | Un tranquillo posto di campagna                       |         |
| 1970   | Следствие по делото на гражданина извън всякакво подозрение | Indagine su un cittadino al di sopra di ogni sospetto |         |
| 1971   | Работната класа отива в рая                                 | La classe operaia va in paradiso                      |         |
| 1973   | Имотът вече не е кражба                                     | La proprietà non è più un furto                       |         |
| 1976   | С всички средства                                           | Todo modo                                             |         |
| 1978   | Мръсно ръце                                                 | Le mani sporche                                       |         |
| 1979   | Добра новина                                                | Вuone notizie                                         |         |